# Janne Christoffersson
Janne "JB" Christoffersson är en svensk musiker. Christoffersson är sångare och gitarrist i heavy metal-bandet Grand Magus. Han har tidigare sjungit i Spiritual Beggars (2002–2010) och medverkade på bandets album On Fire (2002) och Demons (2005).

## Diskografi
Album med Grand Magus
- 2001 – Grand Magus
- 2003 – Monument
- 2005 – Wolf's Return
- 2008 – Iron Will
- 2010 – Hammer of the North
- 2012 – The Hunt
- 2014 – Triumph and Power
- 2016 – Sword Songs
- 2019 – Wolf God

Singlar med Grand Magus
- 2010 – "At Midnight They'll Get Wise"
- 2010 – "Hammer of the North"
- 2013 – "Triumph and Power"

Album med Spiritual Beggars
- 2002 – On Fire
- 2005 – Demons